# Stéphane Tritz
Stéphane Tritz (Strasburgo, 25 febbraio 1987) è un calciatore francese, difensore del Schiltigheim.